# Synagris rufopicta
Synagris rufopicta är en stekelart som först beskrevs av Albert Tullgren 1904.  Synagris rufopicta ingår i släktet Synagris och familjen Eumenidae. Utöver nominatformen finns också underarten S. r. mimetica.